# Amazonas, o Maior Rio do Mundo
Amazonas, o Maior Rio do Mundo é um média-metragem brasileiro, produzido em 1918 por Silvino Santos. Trata-se de um filme mudo em preto e branco, que retrata a vida na Floresta Amazônica. Finalizado em 1920, foi considerado um dos mais antigos registros fílmicos da Amazônia. Foi dado como perdido nos anos 1930 e apenas redescoberto em 2023 na Cinemateca de Praga [en]. Silvino Santos produziu a obra durante três anos, utilizando alguns recursos cinematográficos sofisticados, o que levou a obra a ser considerada como de "imenso valor artístico" pelo jornal Le Monde, e a ser considerado o “"santo graal" do cinema mudo brasileiro”, pelo jornal The Guardian.

## Produção

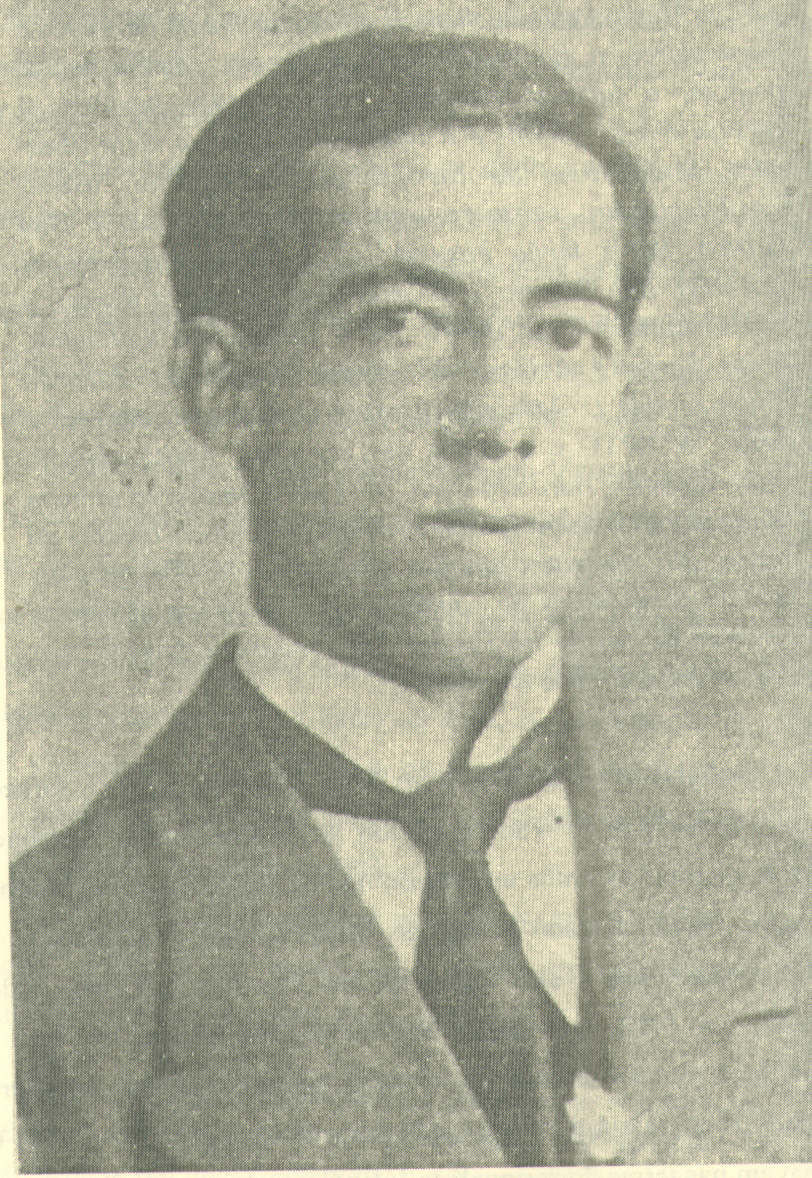
Silvino Santos

Em 1917, com o apoio do Governo do Estado e em colaboração com o comerciante amazonense Manoel Gonçalves, Silvino Santos fundou a Amazônia Cine-Film. No ano seguinte, com o empreendimento do empresário Avelino Cardoso, Santos produziu o primeiro e único longa-metragem da produtora, intitulado Amazonas, o maior rio do mundo.
Visando favorecer os interesses de seus colaboradores, Santos produziu um documentário que representava as riquezas e capacidades industriais da floresta amazônica, com enfoque no trabalho realizado pelos indígenas na extração do látex, na caça de peixes-boi, na coleta de nozes e mandioca, no potencial de desflorestação para exportação de madeira, na criação de pastagem para gado e no desenvolvimento de monocultura na região.
A obra não focou nos povos indígenas tanto quanto as produções contemporâneas do militar e realizador Luiz Thomas Reis, com o qual Santos é comumente comparado. Entretanto, tiveram lugar imagens que exploram os costumes e modos dos povos Uitotos, onde, inclusive, comentou-se, através das cartelas de título, sobre o uso de calças entre os jovens da tribo.
Diferentemente da produção de seu filme anterior, rodado no rio Putumayo no Peru e perdido em um naufrágio, Santos foi o próprio responsável pela montagem e revelação dos negativos em um laboratório localizado em Manaus. O filme foi pioneiro por se tratar da primeira produção brasileira a utilizar negativos da Kodak e a utilizar uma câmera inteiramente de metal, da marca estadunidense Bell & Howell.[carece de fontes?]

## Desaparecimento dos negativos
Após a conclusão da produção, Silvino Santos recebeu uma proposta de Propércio Saraiva, genro de Avelino Cardoso. Saraiva prometeu levar os negativos do filme para Londres, onde ele montaria versões com cartelas de títulos em diversos idiomas, podendo assim distribuir a obra pela Europa. Propércio, então, vendeu o material para a empresa cinematográfica Gaumont, intitulando-se o diretor do filme. Após, obra foi renomeada para The Wonders of the Amazon e passou a circular pela Europa até o início dos anos 1930. Até 2023 o material foi considerado perdido, sobrando apenas fragmentos que foram reutilizados em outras produções de seu realizador.

## Recuperação do material
Em fevereiro de 2023, a Cinemateca de Praga entrou em contato com o diretor do Festival de Cinema Silencioso de Pordenone, Jay Weissberg, e mostrou-lhe uma cópia digital produzida em 1981 a partir de um nitrato que atualmente está perdido. O material era intitulado The Wonders of the Amazon e informações correlatas apontavam ser de 1925. Weissberg teorizou que o filme fosse mais antigo que o relatado e entrou em contato com Sávio Luís Stoco, professor da Universidade Federal do Pará e especialista no trabalho de Silvino Santos, para averiguar a procedência da obra.
A cópia digital foi averiguada pela Cinemateca Brasileira, que confirmou a teoria de ser o filme de Silvino Santos. As cartelas de títulos foram traduzidas para o português e foi produzida uma trilha sonora feita por Luís Henrique Xavier, flautista e professor de composição, teoria e análise do departamento de música da Unicamp. A obra foi ainda analisada por especialistas italianos, e Stoco declarou, então, que “É basicamente um milagre. Não tínhamos a menor esperança de que esse trabalho um dia fosse encontrado”.

## Lançamento
O filme, sob o título de The Wonders of the Amazon, foi exibido pela primeira vez em Londres, no dia 12 de Fevereiro de 1922. Após a sua redescoberta, a obra foi apresentada no dia 10 de Outubro de 2023 no Festival de Cinema Mudo de Pordenone. O filme foi apresentado pela primeira vez no Brasil na Cinemateca Brasileira, em São Paulo, no dia 22 de Novembro de 2023. Foi exibido também no Cinépolis de João Pessoa no dia 01 de Dezembro, na Cinemateca do Museu de Arte Moderna do Rio de Janeiro no dia 07 de Dezembro, no Cine Teatro São Luiz em Fortaleza no dia 22 de Dezembro, e no Teatro Amazonas em Manaus no dia 29 de Dezembro. Em Setembro de 2024, o filme foi disponibilizado em sua íntegra no Banco de Conteúdos Culturais da Cinemateca Brasileira.